# Agnac
Agnac é uma comuna francesa na região administrativa da Nova Aquitânia, no departamento Lot-et-Garonne. Estende-se por uma área de 13,61 km². Em 2010 a comuna tinha 436 habitantes (densidade: 32 hab./km²).